# Chevy Chase
Cornelius Crane Chase (Woodstock, Nueva York, 8 de octubre de 1943), más conocido como Chevy Chase, es un cómico y actor estadounidense de gran éxito en la década de 1980.
Chase lleva el nombre de su abuelo adoptivo, Cornelius, mientras que su abuela le puso el apodo «Chevy» en honor a la balada medieval inglesa The Ballad of Chevy Chase.

## Carrera

El presidente Ronald Reagan saluda a Chevy Chase en una recepción en honor a los premiados por el Kennedy Center en el Salón Azul de la Casa Blanca (8 de diciembre de 1985)

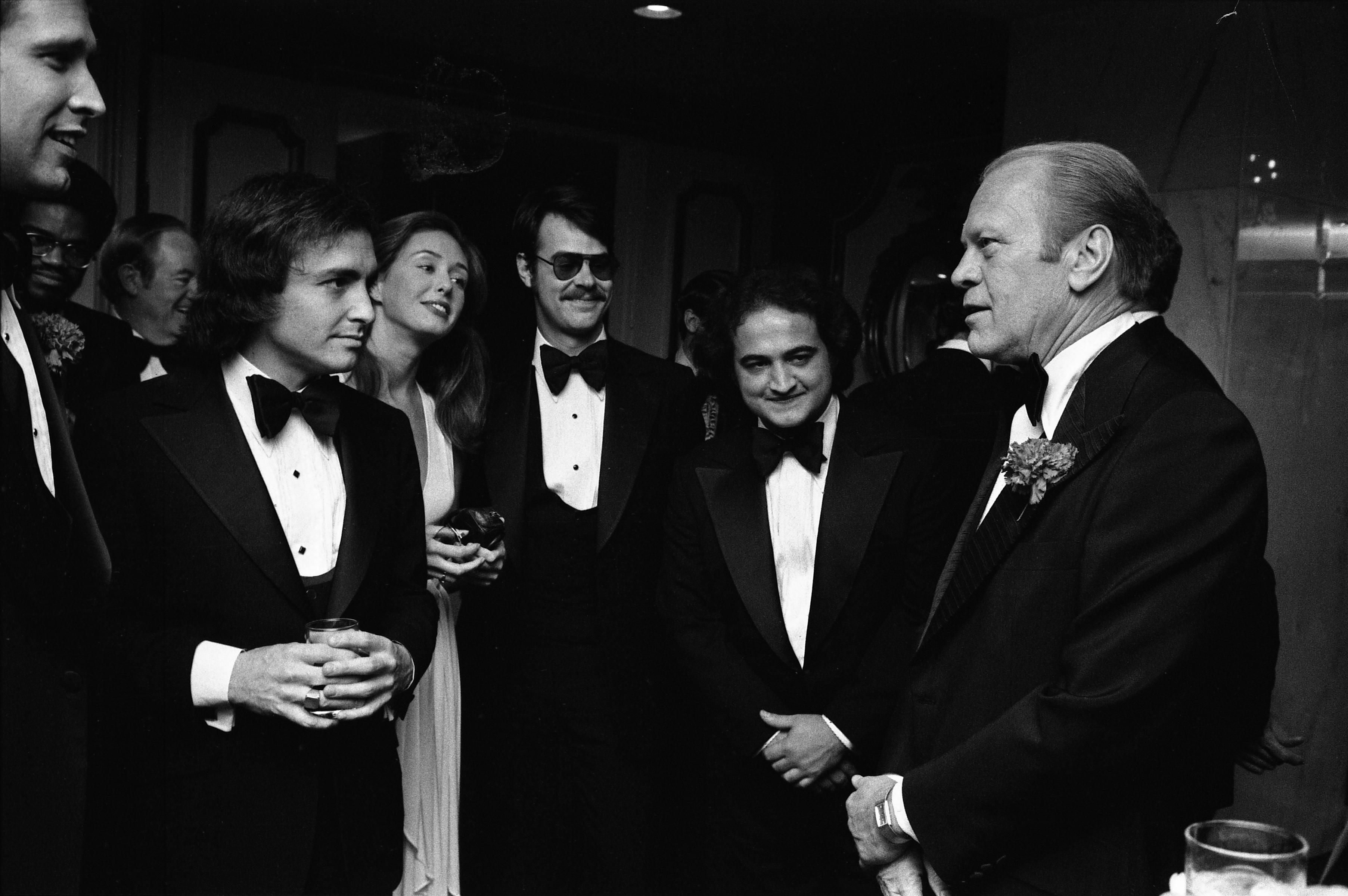
El presidente Gerald Ford hablando con Chevy Chase y el equipo original de SNL

Chase saltó a la fama como el guionista principal y miembro del equipo original del revolucionario espectáculo nocturno Saturday Night Live (SNL), por el que ganó dos premios Emmy. La serie lo dio a conocer a nivel nacional y lo lanzó al éxito en su carrera cinematográfica. Desde su feliz debut en SNL, ha intervenido en algunas de las cintas de comedia más populares de finales del siglo XX, como Caddyshack (El club de los chalados), Fletch (Fletch, el camaleón) y National Lampoon's Vacation.
El actor empezó su carrera en el mundo de la comedia como guionista y comediante para Channel One, una revista de variedades underground de Nueva York que satirizaba la televisión. Channel One se convertiría más tarde en la base de su primera película, The Groove Tube.
También escribió y protagonizó la serie The Great American Dream Machine, y coescribió y protagonizó Lemmings, el musical satírico del off-Broadway que parodiaba el festival de Woodstock y la cultura pop de los años sesenta. Al mismo tiempo, escribió y actuó para la National Lampoon Radio Hour y colaboró en la revista MAD. Ha escrito para Lily Tomlin, los hermanos Smothers y ganó un Writers Guild of America Award por escribir Alan King's Energy Crisis, Rising Prices and Assorted Vices. En televisión, ganó un tercer Emmy por coescribir The Paul Simon Special.
Como actor, Chase protagonizó la película Snow Day, veintidós años después de su primer papel protagonista junto con Goldie Hawn en la comedia Foul Play.
Otras películas en las que ha participado incluyen títulos como National Lampoon's Vacation, National Lampoon's European Vacation (Las vacaciones europeas de una chiflada familia americana), National Lampoon's Vegas Vacation, National Lampoon's Christmas Vacation, así como también Fletch, Fletch Lives, Caddyshack (El club de los chalados), Seems Like Old Times, Funny Farm, Spies Like Us, The Three Amigos, Memorias de un hombre invisible, Cops & Robbersons, Man of the House y Nothing but Trouble.
En los años 1980, se asoció con su amigo Paul Simon en dos vídeos musicales: You Can Call Me Al y Proof. También ha aparecido como invitado en Orange County, Dirty Work (1998), Hero (1992), L.A. Story (1991), de Steve Martin, y en 1993 tuvo un cameo en la película Last Action Hero. En 1992 fue nombrado hombre del año por el Hasty Pudding Theatrical Group de la Universidad de Harvard, el grupo teatral universitario más antiguo del país.
Chase reside en Nueva York junto con su mujer Jayni y sus tres hijos.
Apareció fugazmente en los últimos dos capítulos de la segunda temporada de la comedia Chuck interpretando a un malvado enemigo del protagonista, parodiando a una mezcla de Steve Jobs y Bill Gates.
Fue parodiado en Los Simpson en el programa superespectacular por Troy McClure que recordaba «... y cinco semanas con Chevy Chase».
Es también uno de los personajes principales de la serie Community entre los años 2009 y 2014, en la que interpreta a Pierce Hawthorne, un hombre maduro, millonario, que nunca se ha graduado de la universidad, casado y divorciado con 7 mujeres que se inscribe en la Universidad Comunitaria de Greendale en busca de compañía y popularidad; pero a menudo, y no intencionalmente, es racista y torpe. Participó durante las primeras cuatro temporadas, volviendo para un cameo en la premier de la quinta temporada, abandonando tras algunos conflictos con el creador de la serie, Dan Harmon.
En el año 2018, Donald Glover dijo a The New Yorker que Chase hizo comentarios racistas sobre él en el set de Communty. Chase alegó que una vez le dijo a Glover que «la gente cree que eres gracioso porque eres negro».
En 2019 apareció en la película de Netflix The Last Laugh, donde actuó junto a Richard Dreyfuss.

## Vida personal
Se casó con Susan Hewitt en la ciudad de Nueva York el 23 de febrero de 1973. Se divorciaron el 1 de febrero de 1976. Su segundo matrimonio, con Jacqueline Carlin, se formalizó el 4 de diciembre de 1976 y terminó en divorcio el 14 de noviembre de 1980. 
Se casó con su tercera esposa, Jayni Luke, el 19 de junio de 1982 y con ella tiene tres hijas.
En 1986, fue admitido en la Betty Ford Clinic para un tratamiento para una adicción a los analgésicos. En septiembre del año 2016, entró en la Clínica Hazelden para recibir tratamiento por su alcoholismo.

### Opiniones políticas
Chase es un activo ambientalista, filántropo y liberal. Hizo campaña por Bill Clinton en la década de 1990 y por John Kerry en las elecciones presidenciales de 2004.
En 2004, se burló del presidente George W. Bush durante un discurso en un acto benéfico de People for the American Way en el John F. Kennedy Center for the Performing Arts, donde se refirió a Bush como un "idiota sin educación y mentiroso" y agregó un "idiota", lo que molestó a los organizadores y a la multitud, lo que llevó a Norman Lear a categorizar las declaraciones como "totalmente inapropiadas".

### Pelea con Bill Murray
Mientras filmaban un episodio de Saturday Night Live en 1978, Chase se peleó a puñetazos con Bill Murray en el camerino de John Belushi. La pelea tuvo lugar cuando Chase regresó para presentar el programa después de su salida como miembro del elenco a tiempo completo en 1976. Según se informa, Murray había hecho un comentario despectivo sobre el matrimonio problemático de Chase con Jacqueline Carlin, lo que llevó a Chase a criticar la apariencia física de Murray. Los miembros del elenco de SNL Jane Curtin, Laraine Newman y Gilda Radner presenciaron el incidente.

## Filmografía

### Películas
| Año  | Título                                   | Rol                                  | Notas                     |
| ---- | ---------------------------------------- | ------------------------------------ | ------------------------- |
| 1968 | Walk... Don't Walk                       | Peatón                               | Short film                |
| 1974 | The Groove Tube                          | Dedos/Geritan/Trébol de cuatro hojas |                           |
| 1976 | Tunnel Vision                            | El mismo                             |                           |
| 1978 | Foul Play                                | Tony Carlson                         |                           |
| 1980 | Oh! Heavenly Dog                         | Browning                             |                           |
| 1980 | Caddyshack                               | Ty Webb                              |                           |
| 1980 | Seems Like Old Times                     | Nicholas Gardenia                    |                           |
| 1981 | Under the Rainbow                        | Bruce Thorpe                         |                           |
| 1981 | Modern Problems                          | Max Fiedler                          |                           |
| 1983 | National Lampoon's Vacation              | Clark Griswold                       |                           |
| 1983 | Deal of the Century                      | Eddie Muntz                          |                           |
| 1985 | Fletch                                   | Irwin 'Fletch' Fletcher              |                           |
| 1985 | National Lampoon's European Vacation     | Clark Griswold                       |                           |
| 1985 | Sesame Street Presents: Follow That Bird | Presentador de noticias              | Cameo                     |
| 1985 | Spies Like Us                            | Emmett Fitz-Hume                     |                           |
| 1986 | ¡Three Amigos!                           | Dusty Bottoms                        |                           |
| 1988 | The Couch Trip                           | Condom Father                        | Cameo                     |
| 1988 | Funny Farm                               | Andy Farmer                          |                           |
| 1988 | Caddyshack II                            | Ty Webb                              |                           |
| 1989 | Fletch Lives                             | Irwin 'Fletch' Fletcher              |                           |
| 1989 | National Lampoon's Christmas Vacation    | Clark "Sparky" Griswold              |                           |
| 1991 | Nothing but Trouble                      | Chris Thorne                         |                           |
| 1991 | L.A. Story                               | Carlo Christopher                    | Cameo                     |
| 1992 | Memoirs of an Invisible Man              | Nick Halloway                        |                           |
| 1992 | Hero                                     | Deke                                 | Sin acreditar             |
| 1993 | Last Action Hero                         | El mismo                             | Cameo                     |
| 1994 | A Century of Cinema                      | El mismo                             | Documental                |
| 1994 | Cops & Robbersons                        | Norman Robberson                     |                           |
| 1995 | Man of the House                         | Jack Sturgess                        |                           |
| 1997 | Vegas Vacation                           | Clark Griswold                       |                           |
| 1998 | Dirty Work                               | Dr. Farthing                         |                           |
| 2000 | Snow Day                                 | Tom Brandston                        |                           |
| 2000 | Pete's Pizza                             | Narrador                             | Voz; Corto                |
| 2000 | The One Armed Bandit                     | Policía                              | Corto                     |
| 2002 | Orange County                            | Director Harbert                     |                           |
| 2003 | Vacuums                                  | Sr. Punch                            |                           |
| 2003 | Bitter Jester                            | El mismo                             | Documental                |
| 2004 | Our Italian Husband                      | Paul Parmesan                        |                           |
| 2004 | Bad Meat                                 | Congresista Bernard P. Greely        | Directo a DVD             |
| 2005 | Ellie Parker                             | Dennis Swartzbaum                    |                           |
| 2006 | Funny Money                              | Henry Perkins                        |                           |
| 2006 | Doogal                                   | Tren                                 | Voz, doblaje para EE. UU. |
| 2006 | Goose on the Loose                       | Congreve Maddox                      | Directo a DVD             |
| 2006 | Zoom                                     | Dr. Grant                            |                           |
| 2009 | Stay Cool                                | Director Marshall                    |                           |
| 2009 | Jack and the Beanstalk                   | Antipode                             |                           |
| 2010 | Hot Tub Time Machine                     | Reparador                            |                           |
| 2010 | Hotel Hell Vacation                      | Clark Griswold                       | Corto                     |
| 2011 | Not Another Not Another Movie            | Max Storm                            |                           |
| 2013 | Before I Sleep                           | Sepulturero                          |                           |
| 2014 | Lovesick                                 | Lester                               |                           |
| 2014 | Shelby                                   | Abuelo Geoffrey                      | Directo a DVD             |
| 2015 | Hot Tub Time Machine 2                   | Reparador                            |                           |
| 2015 | Vacation                                 | Clark Griswold                       |                           |
| 2017 | The Last Movie Star                      | Sonny                                |                           |
| 2017 | Hedgehogs                                | ThinkMan                             | Voz; directo a DVD        |
| 2019 | The Last Laugh                           | Al Hart                              |                           |
| 2020 | The Very Excellent Mr. Dundee            | Chevy                                |                           |
| 2021 | Panda vs. Aliens                         | Rey Karoth                           | Voz; directo a DVD        |
| 2023 | Zombie Town                              | Mezmarian                            |                           |
| 2023 | Glisten and the Merry Mission            | Santa Claus                          | Voz                       |

### Televisión
| Año        | Título                              | Rol                                     | Notas                                               |
| ---------- | ----------------------------------- | --------------------------------------- | --------------------------------------------------- |
| 1975       | The Smothers Brothers Show          |                                         | Escritor                                            |
| 1975–2015  | Saturday Night Live                 | Personajes varios/ El mismo (anfitrión) | 38 episodios; también escritor 8 episodios          |
| 1977       | The Chevy Chase Show                | El mismo                                | Especial de televisión; también escritor            |
| 1977       | The Paul Simon Special              | El mismo                                | Especial de televisión; también escritor            |
| 1979       | The Chevy Chase National Humor Test | El mismo                                | Especial de televisión; también escritor            |
| 1987       | 59th Academy Awards                 | Él mismo (coanfitrión)                  | Especial de televisión                              |
| 1988       | 60th Academy Awards                 | El mismo (anfitrión)                    | Especial de televisión                              |
| 1990       | The Earth Day Special               | Amigo de Vic                            | Especial de televisión                              |
| 1993       | The Chevy Chase Show                | El mismo (anfitrión)                    | 25 episodios; también escritor y productor          |
| 1995       | The Larry Sanders Show              | El mismo                                | Episodio: "Roseanne's Return"                       |
| 1997       | The Nanny                           | El mismo                                | Episodio: "A Decent Proposal"                       |
| 2002       | America's Most Terrible Things      | Andy Potts                              | Piloto                                              |
| 2003       | Freedom: A History of US            | Personajes varios                       | 5 episodios                                         |
| 2004       | The Karate Dog                      | Cho-Cho                                 | Voz Especial de televisión                          |
| 2006       | The Secret Policeman's Ball         | General Nuisance                        | Especial de televisión                              |
| 2006       | Law & Order                         | Mitch Carroll                           | Episodio: "In Vino Veritas"                         |
| 2007, 2009 | Family Guy                          | Clark Griswold / El mismo (voces)       | Episodios: "Blue Harvest" "Spies Reminiscent of Us" |
| 2007       | Brothers & Sisters                  | Stan Harris                             | 2 episodios                                         |
| 2009       | Hjälp!                              | Dan Carter                              | 8 episodios                                         |
| 2009       | Chuck                               | Ted Roark                               | 3 episodios                                         |
| 2009–2014  | Community                           | Pierce Hawthorne                        | 83 episodios                                        |
| 2014       | Hot in Cleveland                    | Ross                                    | Episodio: "People Feeding People"                   |
| 2014       | Wishin' and Hopin'                  | Felix adulto (voz)                      | Film para televisión                                |
| 2015       | Chevy                               | Chase                                   | Piloto                                              |
| 2016       | A Christmas in Vermont              | Preston Bullock                         | Film para televisión                                |